# Jérémy Rabot
Jérémy Rabot (25 febbraio 1987) è un ex giocatore di football americano francese che ha giocato come wide receiver.

## Palmarès
- 1 Europeo Under-19 (2006)